# Marghita
Marghita (udtale: marˈɡita; ungarsk: Margitta, jiddisch: מארגארעטין Margaretin) er en by og kommune i distriktet Bihor i Rumænien. Den administrerer to landsbyer, Cheț ('Magyarkéc) og Ghenetea (Genyéte).
Byen har 13.573 (2021) indbyggere.

## Geografi
Marghita ligger i den nordlige del af distriktet, 57 nordøst for hovedbyen Oradea. Den ligger på bredden af floden Barcău, der løber til grænsen til Satu Mare; floden Inot munder ud i Barcău i Marghita.
Byen grænser op til følgende kommuner: Viișoara og Abram mod øst, Tăuteu mod syd, Abrămuț og Buduslău mod vest, og Sălacea og Pir mod nord

## Historie
I 1376 gav kong Ludvig 1. af Ungarn Marghita retten til at organisere en messe, og byen udviklede sig i de næste århundreder som en [[markedsby]]. Der var flere bondeoprør mod feudalsystemet, der ramte Marghita i 1467 og 1514. I begyndelsen af det 16. århundrede blev den sammen med dele af Bihor County og Ungarn en Osmanniske provins indtil mod slutningen af det 17. århundrede.
I 1823 ødelagde en stor brand halvdelen af Marghitas bygninger. Efter den ungarske revolution i 1848 var de lokale bønder ikke længere livegne, og fremstillingsvirksomhed og industri begyndte at udvikle sig.